# Ewa Dąbrowska-Orzelska
Ewa Dąbrowska-Orzelska, także Ewa Dąbrowska (ur. 4 grudnia 1923 w Kielcach, zm. 28 czerwca 1972, tamże) – polska poetka, autorka opowiadań i słuchowisk radiowych.

## Życiorys
W młodości mieszkała w Kiecach, z czasem z rodziną przeniosła się do Warszawy, gdzie uczyła się w gimnazjum Podczas II wojny światowej. Od 1940, pracowała jako maszynistka i telefonistka w Zarządzie Kolejek Leśnych w Zagnańsku. Po II wojnie światowej ukończyła naukę gimnazjum w Kielcach. Następnie przeniosła się do Łodzi, gdzie ukończyła Liceum Techniki Dentystycznej. W latach 1957–1961 należała do grupy literackiej Prowincja’58. Jej debiut literacki odbył się na łamach „Kierunków” (1958, nr 12), publikując wiersz pt. „Wybrany”. Do 1959 pracowała jako urzędniczka, następnie poświęciła się wyłącznie pracy literackiej, publikując poezję na łamach m.in.: „Ziemi Łęczyckiej” (1958–1959), „Życia i Myśli” (1958, 1960), „Słowa Ludu” (1960, 1965, 1969–1970), a także prozę i publicystykę w „Odgłosach” (1959–1964) Ponadto współpracowała ze Studiem Filmowym Se-ma-for jako autorka i współautorka scenariuszy do filmów kukiełkowych.
W 1963 przeprowadziła się z Łodzi do Zagańska. Po przeprowadzce współpracowała z Rozgłośnią Kielecką Polskiego Radia, jako autorka licznych słuchowisk radiowych. W latach 1964–1968 należała do grupy literackiej „Ponidzie”. Od 1970 była członkinią Oddziału Łódzkiego Związku Literatów Polskich.

### Życie prywatne
Była córką inżyniera Witolda Dąbrowskiego i nauczycielki Anny z domu Makarewicz. Od 1948 jej mężem był Jan Kulla, a od 1963 inżynier Janusz Orzelski.
28 czerwca 1972 popełniła samobójstwo, skacząc z okna wieżowca w Kielcach.

## Nagrody
- Nagroda Łódzkiej Wiosny Poetów (1959)[1]

## Twórczość
- Uliczka nienazwana. Łódź: Wydawnictwo Łódzkie 1959 (wiersze)
- Tropiąc nieistniejące. Łódź: Wydawnictwo Łódzkie 1963 (wiersze)
- Dzielnica SAM-ów. Łódź: Wydawnictwo Łódzkie 1964 (Opowiadania)
- Podróż zimowa. Łódź: Wydawnictwo Łódzkie 1971 (Opowiadania)
- Ludzkie sprawy. Łódź, Kielce: Wydawnictwo Łódzkie 1986 (Opowiadania)[1]

## Słuchowiska radiowe
- Mariolka i pustelnik (1967)
- Filip, ślady na śniegu (1968) Druk „Za i Przeciw” 1973 nr 2
- Gość wigilijny (1968) Druk „Teatr Polskiego Radia” 1973 nr 2
- Karta dań (1968)
- Willa na sprzedaż (1968) Druk „Teatr Polskiego Radia” 1969 nr 4
- Piękny, słoneczny poranek (1969) Druk „Teatr Polskiego Radia” 1971 nr 1
- Tajemnica mahoniowej szafy (1969)
- Z lotu ptaka (1969)
- Azorek (1970)
- Letnia noc tyłem do przodu (1970) Druk „Teatr Polskiego Radia” 1973 nr 3
- Sankami we dwoje (1970)
- Koń (1971) Druk „Teatr Polskiego Radia” 1972 nr 2
- Nie ma ulicy Długiej (1971) Druk „Teatr Polskiego Radia” 1971 nr 1
- Ostatni podwieczorek (1971)
- Sekret żelaznego Feliksa (1971) Druk „Teatr Polskiego Radia” 1972 nr 1
- Starsza pani z Teksasu (1971)
- Wakacje państwa Kowalskich (1971)
- Promień księżyca (1972)[1]